# 27 décembre en sport
27 novembre 27 janvier
Chronologies thématiques
- Croisades
- Ferroviaires
- Disney

Le 27 décembre (361e jour de l'année ou 362e en cas d'année bissextile) en sport.

## Évènements

### XXesièclede1951à2000
- 1959 :
  - (Football américain) : Baltimore Colts est champion de la NFL.

## Naissances

### XIXesiècle
- 1868 :
  - William Quash, footballeur anglais. Champion olympique aux Jeux de Paris 1900. († 17 mai 1938).
  - Arthur Linton, cycliste sur route britannique. Vainqueur de Bordeaux-Paris 1896. († 23 juillet 1896).
- 1890 :
  - Jean Rossius, cycliste sur route belge. († 2 mai 1966.
- 1896 :
  - Maurice De Waele, cycliste sur route belge. Vainqueur du tour de France 1929 et du Tour de Belgique 1931. († 14 février 1952).
- 1900 :
  - Hans Stuck, pilote de courses automobile allemand. († 9 février 1978).

### XXesièclede1901à1950
- 1913 :
  - Ignace Kowalczyk, footballeur franco-allemand. († 27 mars 1996).
- 1915 :
  - Gyula Zsengellér, footballeur puis entraîneur hongrois. (39 sélections en équipe nationale). Sélectionneur de l'équipe de Chypre de 1958 à 1959. († 29 mars 1999).
- 1931 :
  - John Charles, footballeur puis entraîneur gallois. (38 sélections en équipe nationale). († 21 février 2004).
- 1934 :
  - Larissa Latynina, gymnaste soviétique puis russe. Championne olympique du concours général individuel et par équipes, du saut de cheval, du sol, médaillée d'argent des barres asymétriques et de bronze aux appareils par équipes aux Jeux de Melbourne 1956, championne olympique du concours général individuel et par équipes puis du sol, médaillée d'argent des barres asymétriques et de la poutre, médaillée de bronze du saut de cheval aux Jeux de Rome 1960, championne olympique du concours général par équipes et du sol, médaillée d'argent du concours général individuel, du saut de cheval puis médaillée de bronze des barres asymétriques et de la poutre aux Jeux de Tokyo 1964. Championne du monde de gymnastique artistique du concours général par équipes 1954, championne du monde de gymnastique artistique du concours général individuel et par équipes, du saut de cheval, des barres asymétriques puis de la poutre 1958, championne du monde de gymnastique artistique du concours général individuel et par équipes 1962. Championne d'Europe de gymnastique artistique du concours général individuel, du saut de cheval, des barres asymétriques, de la poutre et du sol 1957, championne d'Europe de gymnastique artistique du concours général individuel et du sol 1961.
- 1938 :
  - Rolf Wolfshohl, cycliste sur route et cyclo-crossman allemand. Champion du monde de cyclo-cross 1960, 1961 et 1963. Vainqueur du tour d'Espagne 1965 et de Paris-Nice 1968. († 18 septembre 2024).
- 1939 :
  - Mel Nowell, basketteur américain.
- 1947 :
  - Mickey Redmond, hockeyeur sur glace puis consultant TV canadien.
- 1950 :
  - Roberto Bettega, footballeur puis dirigeant sportif italien. Vainqueur de la Coupe UEFA 1977. (42 sélections en équipe nationale).

### XXesièclede1951à2000
- 1952 :
  - Raimund Krauth, footballeur allemand. († 22 novembre 2012).
- 1956 :
  - Doina Melinte, athlète de demi-fond roumaine. Championne olympique du 800 m et médaillée d'argent du 1 500 m aux Jeux de Los Angeles 1984
- 1961 :
  - Laurent Roussey, footballeur puis entraîneur français. (2 sélections en équipe de France).
- 1969 :
  - Jean-Christophe Boullion, pilote de F1 et de courses automobile d'endurance français.
- 1971 :
  - Jonah Birir, athlète de demi-fond kényan.
  - Con Boutsianis, footballeur australien. (4 sélections en équipe nationale).
  - Bryan Smolinski, hockeyeur sur glace américain.
- 1972 :
  - Colin Charvis, joueur de rugby à XV gallois. (94 sélections en équipe nationale).
- 1973 :
  - Liu Dong, athlète de demi-fond chinoise. Championne du monde d'athlétisme du 1 500m 1993.
- 1974 :
  - Jay Pandolfo, hockeyeur sur glace américain.
- 1979 :
  - Roy Curvers, cycliste sur route néerlandais.
- 1980 :
  - Dahntay Jones, basketteur américain.
- 1981 :
  - Evandro Guerra, volleyeur brésilien. Champion olympique aux Jeux de Rio 2016. (24 sélections en équipe nationale).
  - Patrick Sharp, hockeyeur sur glace canadien. Champion olympique aux Jeux de Sotchi 2104.
- 1982 :
  - Ovidiu Hoban, footballeur roumain. (27 sélections en équipe nationale).
- 1983 :
  - Cole Hamels, joueur de baseball américain.
  - Matúš Kozáčik, footballeur slovaque. (24 sélections en équipe nationale).
  - Merab Kvirikashvili, joueur de rugby à XV géorgien. (77 sélections en équipe nationale).
  - Marc-André Zoro, footballeur ivoirien. (27 sélections en équipe nationale).
- 1984 :
  - Mateusz Jachlewski, handballeur polonais. (121 sélections en équipe nationale).
  - Idrissa Mandiang, footballeur sénégalais.
  - Gilles Simon, joueur de tennis français.
- 1985 :
  - Jérôme d'Ambrosio, pilote de F1 belge.
  - Logan Bailly, footballeur belge. (8 sélections en équipe nationale).
  - Daiki Itō, sauteur à ski japonais. Médaillé de bronze par équipes aux Jeux de sotchi 2014. Champion du monde de saut à ski mixte par équipes 2013.
  - Adil Rami, footballeur franco-marocain. Champion du monde football 2018. Vainqueur de la Ligue Europa 2016. (35 sélections avec l’équipe de France).
  - Paul Stastny, hockeyeur sur glace canado-américain. Médaillé d'argent aux Jeux de Vancouver 2010.
  - Cristian Villagra, footballeur argentin. (1 sélection en équipe nationale).
- 1986 :
  - Sandra Auffarth, cavalière de concours complet allemande. Championne olympique par équipes et médaillée de bronze en individuelle aux Jeux de Londres 2012 puis médaillée d'argent par équipes aux Jeux de Rio 2016. Championne du monde en individuelle et par équipes 2014.
  - Shelly-Ann Fraser, athlète de sprint jamaïcaine. Championne olympique du 100 m aux Jeux de Pékin 2008, championne olympique du 100 m, médaillée d'argent du 200 m et du relais 4 × 100 m aux Jeux de Londres 2012 puis médaillée d'argent du relais 4 × 100 m et de bronze du 100 m aux Jeux de Rio 2016. Championne du monde d'athlétisme du 100 m et du 4 × 100 m 2009 et 2015 puis championne du monde d'athlétisme du 100 m, du 200 m et du relais 4 × 100 m 2013.
- 1988 :
  - Jorge Gutiérrez, basketteur mexicain.
  - Rick Porcello, joueur de baseball américain.
- 1989 :
  - Yuki Mitsuhara, basketteur japonais.
- 1990 :
  - Tony Gigot, joueur de rugby à XIII français. (11 sélections en équipe de France).
  - Jonathan Marchessault, hockeyeur sur glace canadien.
  - Milos Raonic, joueur de tennis canadien.
- 1991 :
  - Michael Morgan, joueur de rugby à XIII australien. Vainqueur du Tournoi des Quatre Nations 2016. (7 sélections en équipe nationale).
- 1992 :
  - Louise Sand, handballeuse suédois. (79 sélections en équipe nationale).
- 1993 :
  - Naser Aliji, footballeur albano-suisse. (10 sélections avec l'équipe d'Albanie).
  - Pierre-Yves Polomat, footballeur français.
  - Thomas Touré, footballeur franco-ivoirien. (1 sélection avec l'équipe de Côte d'Ivoire).
- 1995 :
  - Nicolas Onuțu, joueur de rugby à XV franco-roumain. (21 sélections avec l'équipe de Roumanie).
- 1996 :
  - Alexandre Cavalcanti, handballeur portugais.
  - Jean Patry, volleyeur français. Champion olympique aux Jeux de Tokyo 2020. (20 sélections en équipe de France).
- 1997 :
  - Ana Konjuh, joueuse de tennis croate.
- 1998 :
  - Luka Garza, basketteur américain.
  - Josh Maja, footballeur nigérian. (1 sélection avec l'équipe du Nigeria).

### XXIesiècle
- 2001 :
  - Ander Barrenetxea, footballeur espagnol.
- 2002 :
  - Håkon Sjåtil, footballeur norvégien.

## Décès

### XXesièclede1901à1950
- 1942 :
  - William G. Morgan, 72 ans, inventeur et pédagogue américain. Inventeur du volley-ball. (° 23 janvier 1870).
- 1944 :
  - Alexandre Villaplane, 40 ans, footballeur français. (25 sélections en équipe de France). (° 24 décembre 1904).

### XXesièclede1951à2000
- 1955 :
  - James Henry Jones, 82 ans, footballeur anglais. Champion olympique aux Jeux de Paris 1900. (° ? décembre 1873).
- 1961 :
  - Henri Deloge, 87 ans, athlète de fond et de demi-fond français. Médaillé d'argent du 1 500 m et du 5 000 m par équipe aux Jeux de Paris 1900. (° 21 novembre 1874).
- 1966 :
  - Frankie Genaro, 65 ans, boxeur américain. Champion olympique de la catégorie des poids mouches aux Jeux d'Anvers de 1920. Champion du monde professionnel de la même catégorie en 1928 et en 1929. (° 26 août 1901).
- 1985 :
  - Jean Rondeau, 39 ans, pilote d'endurance français. Vainqueur des 24 heures du Mans 1980. (° 13 mai 1946).
- 1992 :
  - Jean Darrieussecq, 68 ans, joueur de rugby français. (1 sélection en équipe de France). (° 6 mars 1924).
- 1993 :
  - André Pilette, 75 ans, pilote de courses automobile belge. (° 6 octobre 1918).
- 1997 :
  - Saïd Brahimi, 66 ans, footballeur puis entraîneur franco-algérien. (2 sélections en équipe de France). (° 14 mars 1931).

### XXIesiècle
- 2003 :
  - Iván Calderón, 41 ans, joueur de baseball portoricain. (° 19 mars 1962).
- 2011 :
  - Johnny Wilson, 82 ans, hockeyeur sur glace puis entraîneur canadien. (° 14 juin 1929).
  - Julia Sampson, 77 ans, joueuse de tennis américaine. (° 2 février 1934).
- 2014 :
  - Fatima Aouam, 55 ans, athlète de demi-fond et de fond marocaine. Championne d'Afrique d'athlétisme du 3 000m et médaillée d'argent du 1 500m 1988. (° 16 décembre 1959).
- 2015 :
  - Meadowlark Lemon, 83 ans, basketteur puis acteur américain. (° 25 avril 1932).